# 2022 OB5
2022 OB5 är en jordnära asteroid som upptäcktes den 30 juli 2022
Den tillhör asteroidgruppen Apollo.
Rymdsonden Odin planerades att besöka asteroiden i slutet av 2025. Planerarna fick skrotas då man förlorade kontakten med rymdsonden strax efter den skjutits upp den 27 februari 2025.